# 센카쿠 열도 중국 어선 충돌 사건
센카쿠 열도 중국 어선 충돌 사건(일본어: 尖閣諸島中国漁船衝突事件, 중국어: 中国渔船与日本巡逻船钓鱼岛相撞事件)은 2010년 9월 7일 오전 센카쿠 열도(중국명: 댜오위다오) 부근에서 조업중이던 중국 어선과 이를 불법 조업으로 단속을 실시한 일본의 해상 보안청 사이에서 발생한 일련의 사건이다.

## 개요
2010년 9월 7일 센카쿠 열도(댜오위다오) 부근 해역을 순찰 하던 일본 순시선 미즈키가 중국 국적의 괴선박을 발견하였으며, 센카쿠 열도(댜오위다오)에서의 퇴각을 명령하였으나, 중국 선박은 그것을 무시하고 계속하여 조업을 하였다. 이에 대해 중국 선박에 충돌시켜 2척을 파손시켰다. 해상보안청은 이 어선의 선장을 공무 집행 방해로 체포하였으며, 조사를 위해 이시가키섬에 연행하였다. 선장을 제외한 선원도 같은 어선에서 이시가키 항구에 회항, 사정 청취를 실시했다. 9일 선장은 나하 지방 검찰청 이시가키 지부에 입건됐다.
중국 정부는 "센카쿠 열도(댜오위다오)는 중국 고유의 영토"라는 주장을 근거로 베이징 주재 니와 우이치로 대사를 호출, 일본 측의 주권에 근거한 사법 조치에 강경하게 항의하고 선장, 선원의 즉각적인 석방을 요구하였다. 이에 따라 9월 13일 일본 정부는 선장 이외의 선원을 중국에 귀국시켜 중국 어선도 중국 측에 반환했지만, 선장에 관해서는 국내법에 따라 기소하는 사법 절차의 방침을 굳혀 19일 구류 연장을 결정했다. 그러자 중국 측은 이에 강력히 반발하고 즉시 일본에 대해 다양한 보복 조치를 실시했다.
9월 24일 유엔 총회 개최에 간 나오토 총리와 마에하라 세이지 외무 장관 부재 중 나하 지방 검찰청의 한 검사가 선장의 행위에 계획성이 인정될 수 없다고 하고 또 중국-일본 관계를 고려함으로써, 중국인 선장을 처분 보류로 석방이라고 발표하였다. 9월 25일 새벽 중국인 선장은 이시가키 공항에서 중국 측이 마련한 전세기를 타고 중국으로 송환되었다.

## 같이 보기
- 센카쿠 열도 분쟁